# Crocifissione (Donatello)
La Crocifissione è un pannello bronzeo con dorature di Donatello, conservato al Museo del Bargello di Firenze. Misura 97x73 cm e risale al 1455 circa, cioè alla fase della vecchiaia del maestro.

## Storia
Dell'opera non si conoscono documenti precisi che attestino la data precisa di esecuzione e la destinazione originaria. Vasari e Borghini la citano nelle collezioni granducali ed è documentato negli inventari medicei dal 1560. Nel 1769 venne esposta agli Uffizi e dal 1870 al Bargello.
La presenza nel gruppo delle Marie di sentimenti di disperazione rende possibile un'attribuzione alle opere inquiete della vecchiaia, come i pulpiti di San Lorenzo e il Compianto di Cristo. Forse è l'opera citata come Historia Domini nostri Jesu Christi nel testamento di Francesco di Roberto Martelli del 1529.
L'attribuzione nel tempo non è stata univoca, anzi si sono avuti numerosi pareri discordi: chi la riferiva come opera tedesca (Milanesi), chi di Bertoldo (Schmarsow e Venturi), chi di aiuti (Colasanti), chi di bottega (Schottmüller, Cruttwell e Conti), chi di un seguace (Grassi e Castelfranco). Janson escluse del tutto la paternità donatelliana.
Rossi fu il primo a ricollegare l'opera a Donatello seguendo il ricordo di Vasari, come hanno confermato anche Planiscig, Pope-Hennessy e Rosenauer.

## Descrizione e stile
La cornice di palmette dorate, come tipico in Donatello, taglia fuori alcune figure a metà, dando l'idea di uno spazio infinito oltre la scena.
Al centro del pannello campeggia il Cristo sull'alta croce, che appare isolato nel suo dolore della morte. La sua figura, dolente ma composta, ricorda l'atteggiamento del Crocifisso di Padova. Lo circonda un gruppo di angeli, apparentemente non visti dal resto dei personaggi, che raccolgono il suo sangue con i calici della Passione, che simboleggiano anche l'eucaristia e quindi la remissione dei peccati.
Accanto al Cristo si trovano le due croci del ladroni, tra i quali quello di destra sta subendo l'inchiodatura dei piedi e si contorce spaventosamente per il dolore. Il registro inferiore è occupato dalla folla dove si registrano i più diversi atteggiamenti: dai soldati che continuano a occuparsi delle proprie faccende, alle donne straziate dal dolore. La gamma dei sentimenti di sofferenza poi varia dal pianto muto e dall'isolamento, allo sfogo disperato tra urla e gesti concitati, fino all'annichilimento dei soldati in primo piano, che sono piegati a terra dallo sgomento, con il volto coperto tra le mani.
Il rilievo è composto in maniera quasi pittorica, con la ricca doratura di numerosi dettagli (aureole, vesti, armature), che crea un insieme vibrante e complicato come nell'Adorazione dei Magi di Gentile da Fabriano, dove l'occhio dello spettatore vaga senza sosta da un dettaglio all'altro. Ma la doratura, oltre che ornamentale, provoca effetti di luce, come nei profili degli alberi e nelle lumeggiature sulle nubi.
La composizione è affollata e lo stile stiacciato del rilievo gradua raffinatamente lo spazio, amplificando gli effetti di luce.